# Вавел
Вавел е хълм и архитектурен комплекс в Краков, Полша на левия бряг на река Висла с височина около 228 м. Комплексът е от изключително значение за полския народ, изграждан е в продължение на векове и е бил център на множество исторически събития. Като част от Стария град в Краков е вписан в Списъка за световно наследство на ЮНЕСКО. Най-значимите сгради на хълма са Вавелският кралски замък и Вавелската катедрала.